# 傑克遜鎮區 (內布拉斯加州霍爾縣)
傑克遜鎮區（英語：Jackson Township）是位於美國內布拉斯加州霍爾縣的一個行政鎮區。

## 地方資料
傑克遜鎮區的面積為162.03平方千米，當中陸地面積為158.14平方千米，而水域面積為3.89平方千米。根據2020年美國人口普查的數據，當地共有人口388人，而人口密度為每平方千米2.39人。